# Ланденульф I (граф Капуанський)
Ланденульф I, граф Капуанський (885—887), брат графа Ландо III.
У 885 після смерті брата Ланденульф спадкував престол, трмаючи у в'язниці раніше зміщеного графа Панденульфа. Впродовж усього правління Ланденульф був змушений захищатись від нападів греків на чолі з неаполітанським дукою Афанасієм. На боці Ландульфа був князь Салернський Гваймар I, греків почав підтримувати родич Ланденульфа Атенульф. Саме Атенульф змістив Ланденульфа і проголосив себе графом.